# Zelotes haplodrassoides
Zelotes haplodrassoides är en spindelart som först beskrevs av Denis 1955.  Zelotes haplodrassoides ingår i släktet Zelotes och familjen plattbuksspindlar. Inga underarter finns listade i Catalogue of Life.